# Nancy Tuana
Pour les articles homonymes, voir Tuana (homonymie).
Nancy Tuana (née le 8 septembre 1951) est une philosophe américaine connue pour ses travaux sur l'histoire de la philosophie féministe, sur l'épistémologie féministe et sur l'étude des sciences féministes. Elle est titulaire de la chaire de philosophie et d'études des femmes (Women's Studies) à l'Université d'État de Pennsylvanie. Elle est la directrice fondatrice du Rock Ethics Institute.

## Carrière et travaux
Nancy Tuana a été professeure à l'Université de l'Oregon dès 1994 puis à l'Université de Pennsylvanie à partir de 2001.
Nancy Tuana est rédactrice en chef de la collection ReReading the Canon. Feminist Interpretations of Plato de Penn State Press (les éditions de l'Université d'État de Pennsyslvanie). Elle a également été co-rédactrice avec Laurie Shrage de la revue Hypatia: A Journal of Feminist Philosophy et  rédactrice en chef de l'APA Newsletter on Feminism and Philosophy depuis sa création jusqu'en 1992. Elle a également publié des numéros spéciaux d'Hypatia sur les thèmes du féminisme et de la science, des épistémologies de l'ignorance, du féminisme et du changement climatique de l'Anthropocène. Elle a été rédactrice invitée pour trois numéros spéciaux de la revue Critical Philosophy of Race. Elle a été directrice de deux séminaires d'été du NEH sur l'épistémologie féministe, dont le dernier a abouti à la conférence sur « l'éthique et les épistémologies de l'ignorance ». Elle a été co-éditrice du domaine thématique de la philosophie féministe dans l'Encyclopédie de philosophie de Stanford.

## Thèmes de recherche

### Épistémologie de l'ignorance
Nancy Tuana est considérée comme une spécialiste de référence en ce qui concerne l'épistémologie de l'ignorance,. Alors que les études épistémologiques traditionnelles analysent les contenus scientifiques et la manière dont la connaissance est produite, Nancy Tuana attire l'attention sur les choix sélectifs opérés par les scientifiques, et sur le fait que certains pans du savoir, qui méritaient d'être étudiés, ont été laissés dans l'ombre. Pour saisir pleinement le processus de construction de la connaissance, il faut, selon Nancy Tuana, s'intéresser aussi à la production de l'ignorance. En effet, l'ignorance n'est pas toujours la simple absence de connaissance ; il arrive qu'elle soit construite, fabriquée, et mise au service d'intérêts sociaux ou politiques : « les pratiques de l’ignorance sont souvent entrelacées avec des pratiques d’oppression et d’exclusion », écrivent Nancy Tuana et la philosophe Shannon Sullivan. Le corps féminin, et la sexualité féminine en particulier, auraient été ainsi ignorés, ce qui aurait eu des incidences sur la recherche médicale. Nancy Tuana évoque par exemple « un désintérêt historique des sciences pour le clitoris » ; « l'étude des conceptions de l'orgasme féminin révèle des pratiques qui suppriment ou effacent l'ensemble des connaissances concernant les plaisirs sexuels des femmes », écrit-elle, . L'occultation de l'orgasme féminin s'expliquerait par le fait qu'il n'intervient pas dans la reproduction ; or les études scientifiques  sur la sexualité privilégient dans leur approche de la femme sa fonction reproductrice.
L'épistémologie de l'ignorance est en lien avec les travaux sur la blanchité. Ainsi, dans un ouvrage collectif dirigé par Nancy Tuana, intitulé Race and Epistemologies of Ignorance (Race et épistémologies de l'ignorance), le philosophe Charles W. Mills analyse « l'ignorance blanche » et soutient que la production de l'ignorance s'inscrit dans des rapports sociaux de domination, notamment selon une logique racialisée. L'épistémologie féministe de l'ignorance partage avec les études sur la blanchité l'intérêt porté au groupe majoritaire et à la manière dont ce groupe dominant ignore certains savoirs issus de groupes méprisés, et les disqualifie.
L'épistémologie féministe de l’ignorance conceptualisée par Nancy Tuana est proche de l'agnotologie, « science de l'ignorance », dont le nom été forgé par l'historien des sciences Robert Proctor ; l'épistémologie de l'ignorance touche de nombreuses disciplines et s'intéresse à la culture au sens large, l'agnotologie porte plus spécifiquement sur le domaine scientifique.

### Éthique dans la recherche en sciences
Le Rock Ethics Institute de l'Université d'État de Pennsylvanie, sous la direction de Nancy Tuana, a œuvré aux niveaux national et international pour intégrer l'analyse éthique dans la recherche en sciences et en ingénierie et favoriser des recherches sur l'élaboration de politiques éthiquement responsables. 
Les axes de recherche actuels de l'institut comprennent l'éthique du changement climatique, l'éthique alimentaire, le parrainage de la recherche par l'industrie, l'éthique mondiale, la philosophie critique de la race, la culture morale et le développement moral.

## Publications

### Ouvrages
- The Less Noble Sex: Scientific, Religious, and Philosophical Conceptions of Woman's Nature, Indiana University Press, 1993
- Women and the History of Philosophy, a volume in the Paragon Issues in Philosophy Series, Continuum/Paragon House, 1992
- Nancy Tuana, Charles Scott, Beyond Philosophy: Nietzsche, Foucault, Anzaldúa.  Indiana University Press, 2020.

### Direction d'ouvrages
- Nancy Tuana , Emma Velez éd.,Toward Decolonial Feminisms: Tracing the Lineages of Decolonial Thinking through Latin American/Latinx Feminist Philosophy,  numéro spécial de Hypatia: A Journal of Feminist Philosophy, 2020.
- Nancy Tuana , Emma Velez éd., Decolonial Feminisms, with Emma Velez, Critical Philosophy of Race, 2020.
- Race in the Age of the Anthropocene, with Robert Bernasconi, Critical Philosophy of Race, Special Issue, 2019.
- Idioms of Ethical Life, with Charles Scott, Epoché, Special Issue, 2017.
- Non-racialism, Color-blindness, and Post-Racialism: Critical Reflections from South Africa and the US, with Robert Bernasconi, Gabeba Baderoon, Kathryn Gines, and Melissa Steyn. Critical Philosophy of Race, Special Issue, Volume 5, Number 2, 2017.
- Climate Change, with Chris Cuomo, Hypatia: A Journal of Feminist Philosophy.  Special Issue. Volume 29, Number 3, 2014
- Race and the Epistemologies of Ignorance, ed. with Shannon Sullivan, SUNY Press, 2007.
- Ethics and Epistemologies of Ignorance, ed. with Shannon Sullivan, Hypatia: A Journal of Feminist Philosophy, Special Issue, Volume 21, Number 3, 2007 *Feminism and Philosophy: Essential Readings in Theory, Reinterpretation, and Application, co-edited with Rosemarie Tong, Westview Press, 1995.
- Feminism and Science, Bloomington: Indiana University Press, 1989.
- Feminist Interpretations of Plato

### Anthologies
- EnGendering Rationalities, coédité avec Sandra Morgen.
- Revealing Male Bodies, Indiana University Press.
- Returning the Gaze, Indiana University Press.

### Sélection d'articles
- "Fleshing Gender, Sexing the Body: Refiguring the Sex Gender Distinction," Spindel Conference Proceedings, Southern Journal of Philosophy, Volume XXXV, 1996.
- "Re-Valuing Science," in Feminism, Science, and the Philosophy of Science, Ed. Lynn Hankinson Nelson and Jack Nelson, Kluwer, 1996, p. 17-38.
- Articles dans Routledge Encyclopedia of Feminist Theories : «Commensurability/ Incommensurability»; «Context of Discovery vs. Context of Justification»; «Positivism»; «Science, Philosophy of».
- "The History of Embryology," in the Encyclopedia of Reproductive Technologies, New York: Garland Publishing, 1996.
- "The Values of Science: Empiricism From a Feminist Perspective," Synthese 104, 3 (1995): 1-21.
- "Taking Stock: Feminist Philosophy in the Mid-1990s," Metaphilosophy 1995.
- "With Many Voices: Feminism and Theoretical Pluralism," in Theory on Gender/ Feminism on Theory, Ed. Paula England, Aldine, 1993, p. 281-290.
- "Reading Philosophy As A Woman: A Feminist Critique of the History of Philosophy," in Against Patriarchal Thinking, eds. Maja Pellikaan and Hannelore Schröder, Amsterdam: VU University Press, 1992.
- "Feminism and Philosophy: A Brief Bibliography of Books," American Philosophical Association Newsletter on Feminism and Philosophy, Issue 2, 1988, p. 21-23.  *"Feminist Perspectives on Science," with Barbara Imber, Hypatia: A Journal of Feminist Philosophy, Vol. 3, No. 1, 1988, p. 139-155.
- "Sexual Harassment: Offers and Coercion," Journal of Social Philosophy, Vol. XIX, No. 2, 1988.
- "The Weaker Seed: The Sexist Bias of Reproductive Theory," Hypatia: A Journal of Feminist Philosophy, Vol. 3, No. 1, 1988, p. 35-39.
- "Re-Presenting the World: Feminism and the Natural Sciences," Frontiers: A Journal of Women Studies Vol. 8, No. 3, 1985, p. 73-78.
- "Sexual Harassment in Academe: Issues of Power and Coercion," College Teaching, Vol. 33, No. 2, 1985, p. 53-63.